# Domus ecclesiae w Dura Europos
Domus ecclesiae w Dura Europos – ruiny wczesnochrześcijańskiego domu modlitw położonego w Dura Europos, w południowo-wschodniej Syrii nad rzeką Eufrat. Jest to najstarszy odkryty przykład architektury wczesnochrześcijańskiej, w którym architektura sakralna miała wyraźne indywidualne cechy, różne od wcześniej obowiązujących rysów kultury grecko–rzymskiej. Domus ecclesiae powstał w Dura Europos na początku III wieku; przez setki lat pozostał zasypany piaskiem. Odkryty ponownie w latach 30. XX wieku, został rozebrany i przeniesiony na Uniwersytet Yale.

## Historia powstaniaDomus ecclesiae
Pierwsze wczesnochrześcijańskie budowle nie wyróżniały się pośród innych lokalnych budynków. Wierni zbierali się w prywatnych domach, przekazywanych przez wyznawców na użytek wspólnoty. Pierwsze budowle chrześcijańskie o założonej funkcji sakralnej zaczęły prawdopodobnie powstawać około 180 roku i używano dla nich określenia domus ecclesiae.
Budowla w Dura Europos uzyskała więc funkcję sakralną znacznie przed okresem rozkwitu architektury chrześcijańskiej, którego początek datuje się na drugą dekadę IV wieku. Pierwotnie budynek był typowym rzymskim domem, skupionym wokół kolumnowego dziedzińca z otwartym atrium. W środku, na dziedzińcu, był basen (impluvium). Na końcu przeciwległym do wejścia była podniesiona powierzchnia (tablinum), na której stał stół. Dom powstał w pierwszych 30 latach trzeciego wieku, a funkcję czysto sakralną uzyskał prawdopodobnie między 240 a 250 rokiem. Prawdopodobnie wtedy usunięto jedną ścianę z atrium, tak by główna przestrzeń mogła pomieścić większą liczbę wiernych. Malowidła ścienne, które namalowano między 232 a 256 rokiem, są jednymi z najwcześniejszych przykładów sztuki chrześcijańskiej. Malowidło o uzdrowieniu paralityka jest najstarszym znanym obrazem zawierającym wizerunek Jezusa. Do roku 256 budynek został włączony w ciąg obwarowań, które miały uchronić miasto przed oblężeniem przez wojska króla perskiego Szapura I. Po upadku miasta ludność została deportowana, a miasto z czasem zasypały piaski pustyni.

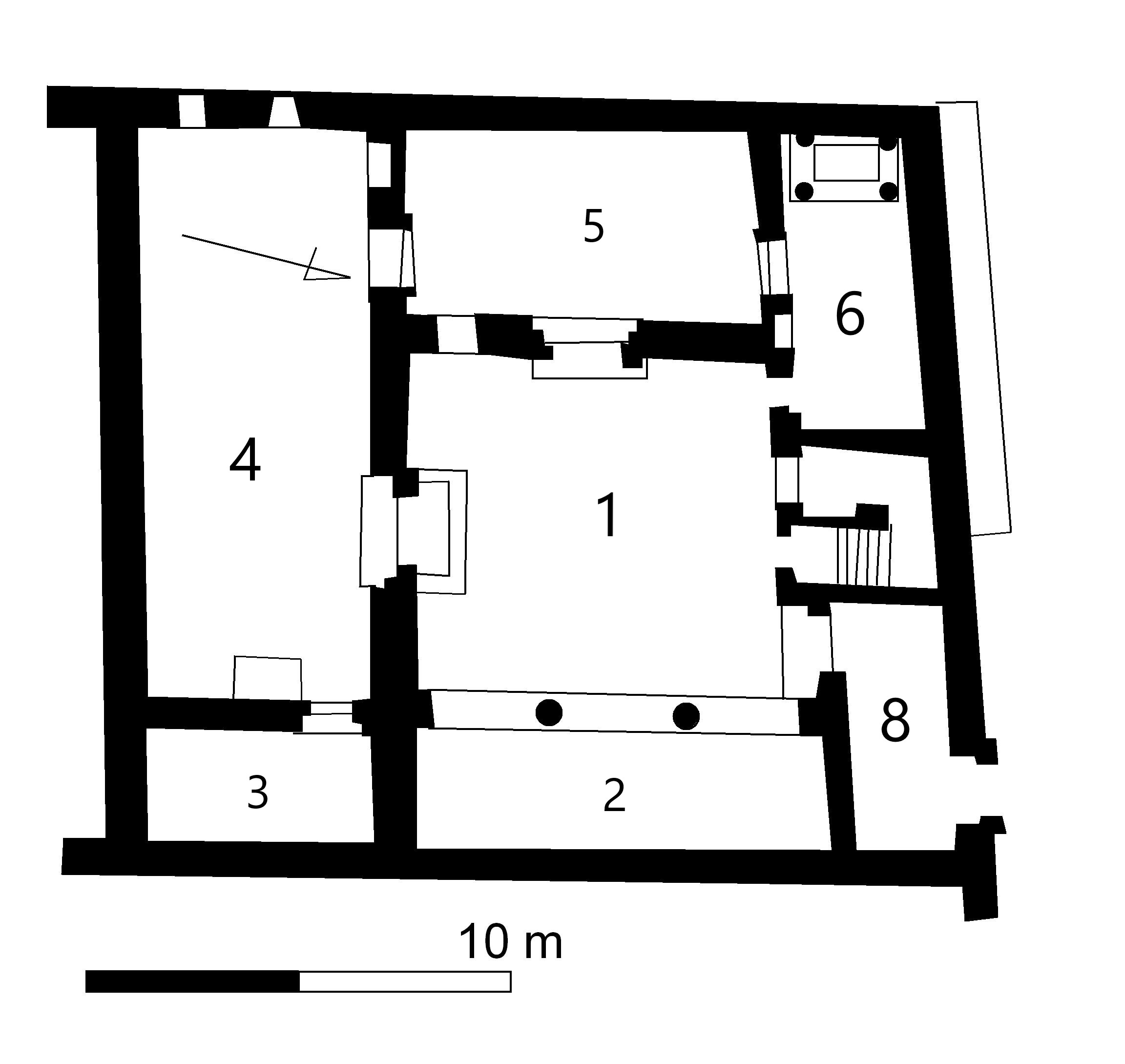
Plan domus ecclesiae

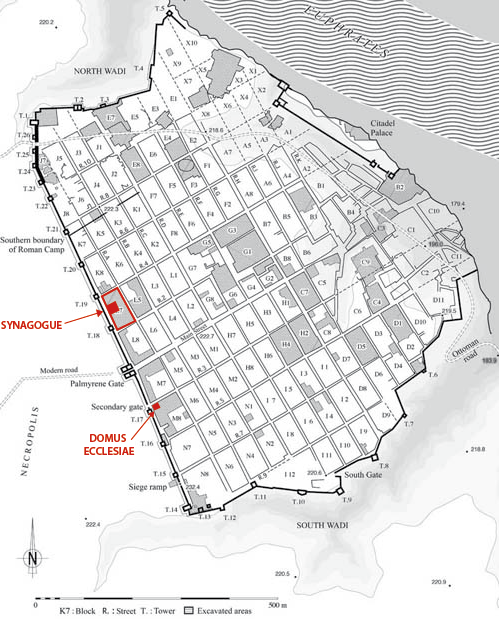
Lokalizacja domus ecclesiae w Dura Europos

## Rozwiązanie architektoniczne
W domus ecclesiae główna przestrzeń służyła dla sprawowania liturgii Eucharystii oraz chrztu. Opierając się na założeniach zawartych w Didascalia et Constitutiones apostolorum przyjmuje się, że domus ecclesiae był ukierunkowany na wschód. Na centralnym miejscu znajdowało się miejsce dla biskupa. Badacze wskazują na prawdopodobnie celowe pozostawienie części centralnej bez zadaszenia – być może w celu dostępu światła (które symbolizowało Chrystusa) i powietrza. W ścianach obwodowych nie było żadnych otworów poza jednymi drzwiami wejściowymi. Zamknięty charakter budowli wynikał z faktu, że w wieku III, a więc przed edyktem mediolańskim, chrześcijaństwo było religią zakazaną.
Naukowcy przypuszczają, że wspólnota wiernych zbierała się wokół basenu, który był używany do chrztu. W tablinum zasiadał biskup, który sprawował Eucharystię przy ustawionym stole. Taki układ stanowił później podstawę dla liturgicznej aranżacji późniejszych bazylik chrześcijańskich.
Domus ecclesiae mógł pomieścić około 50–60 wiernych.

### Symbolika chrześcijańska
Malowidła na ścianach przedstawiały obrazy odnoszące się do grzechu pierworodnego, obrzędu chrztu i zbawienia. Obrazy te miały cechy wyraźnie symboliczne, co istotnie odróżniało je od stosowanych wówczas w granicach cesarstwa rozwiązań iluzjonistycznych. Architektura i zdobienia zawierały liczne odniesienia do symboli obecnych wcześniej w kulturze grecko-rzymskiej (gołąb, kotwica, statek, ryba, rybak, lira) i zgodnie ze wskazaniami Klemensa z Aleksandrii przyswajały je do celów pedagogicznych w społeczności chrześcijańskiej.
W ścianie kaplicy chrzcielnej umieszczona była misa w kształcie ławy z korytowym zagłębieniem, a nad nią znajdowało się łukowate sklepienie. Chrzcielnica była odwzorowaniem grobowca typu arcosolium, takiego jaki zidentyfikowano w edykule Grobu Jezusa w bazylice Grobu Świętego w Jerozolimie. Chrzest miał uświadomić „zanurzenie w śmierć i zmartwychwstanie Chrystusa” i wyrazić ponowne narodziny.

## Historia badań
Dura Europos, a wraz z nim Domus ecclesiae, zostały pokryte piaskami – zniknęły na setki lat. Pamięć o Dura Europos przetrwała dzięki źródłom literackim. Odkrył je ponownie dopiero oddział wojska brytyjskiego, który stacjonował w tym rejonie w 1920 roku, w związku z interwencją związaną z arabską rebelią po zakończeniu I wojny światowej. Podczas kopania rowu (30 marca 1920 roku) jeden z żołnierzy odkrył w wykopie pięknie zachowane freski. O tym znalezisku zawiadomiono amerykańskiego archeologa Jamesa Breasteda, który był wówczas w Bagdadzie. Pierwsze wykopaliska archeologiczne zostały przeprowadzone w latach 1920 i 1930 przez zespół francuskich (z Académie des Inscriptions et Belles-Lettres) i amerykańskich uczonych (z Uniwersytetu Yale). Pierwsze publikacje zawierająca informacje na temat znaleziska ukazały się w latach 1922–23. Potwierdzały odkrycia zaginionego przez wieki Dura Europos oraz zaskakująco dobrze zachowanej synagogi i Domus ecclesiae. Badania na krótki czas przerwały kolejne działania wojenne na tym terenie, ale wykopaliska – dzięki funduszom Uniwersytetu Yale – zostały wznowione i trwały do 1937. Kierował nimi Michaił Rostowcew. Domus ecclesiae został zdemontowany i odtworzony na Uniwersytecie Yale na początku 1930. W Dura Europos pozostały tylko fundamenty i resztki murów.
W 1937 skończyły się fundusze, a po wybuchu II wojny światowej prace nie mogły być wznowione.

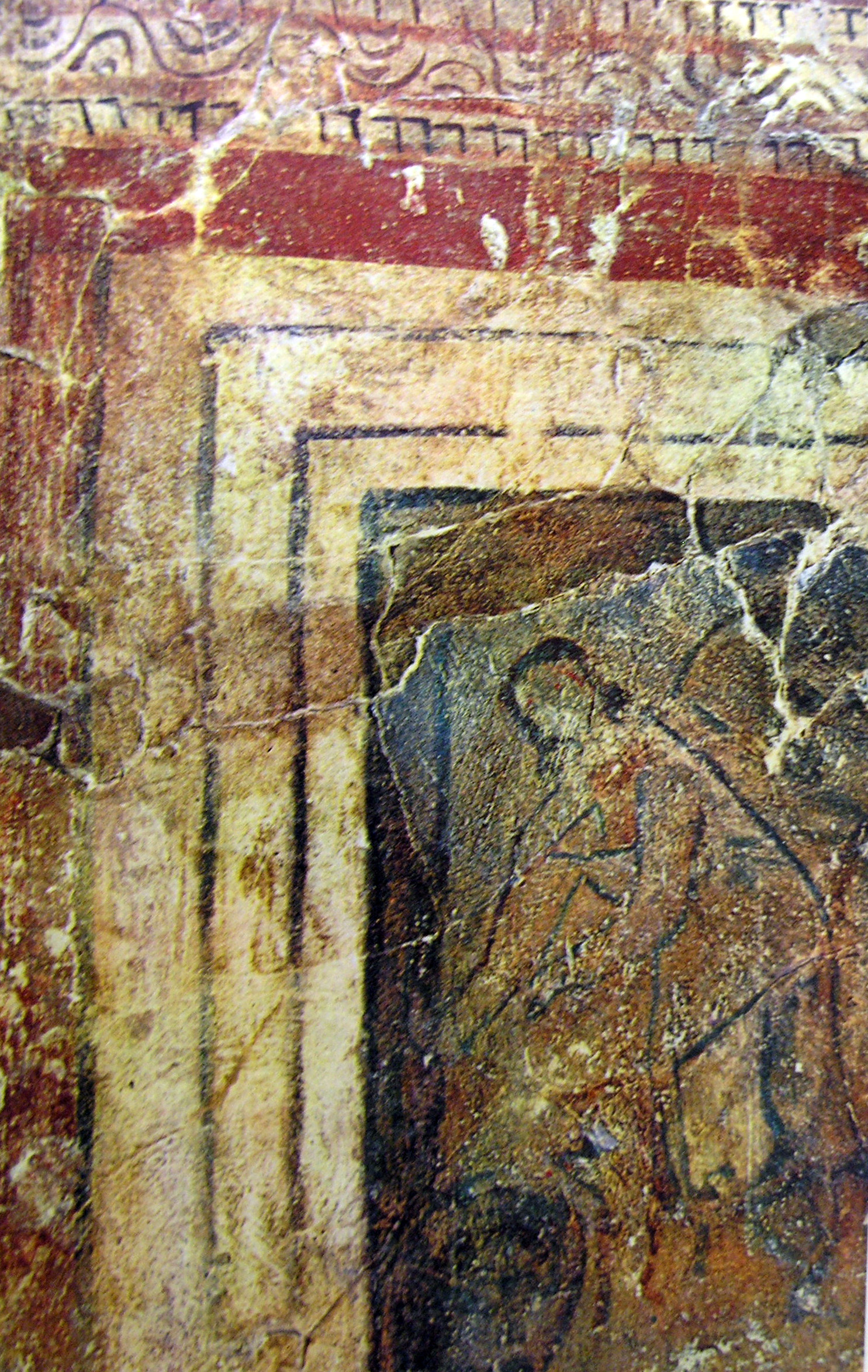
malowidło z baptysterium: Samarytanka przy studni
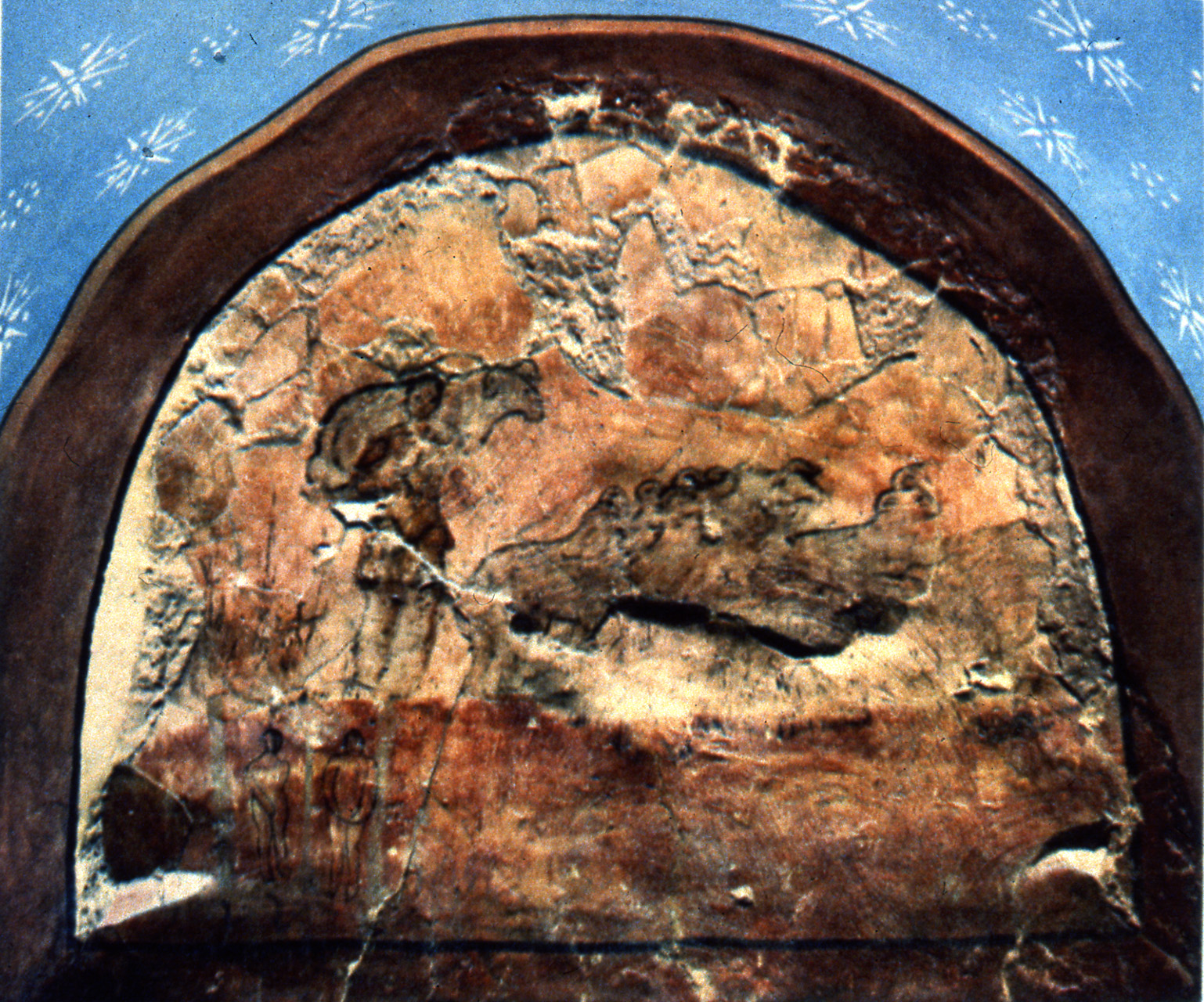
malowidło z baptysterium: Dobry Pasterz
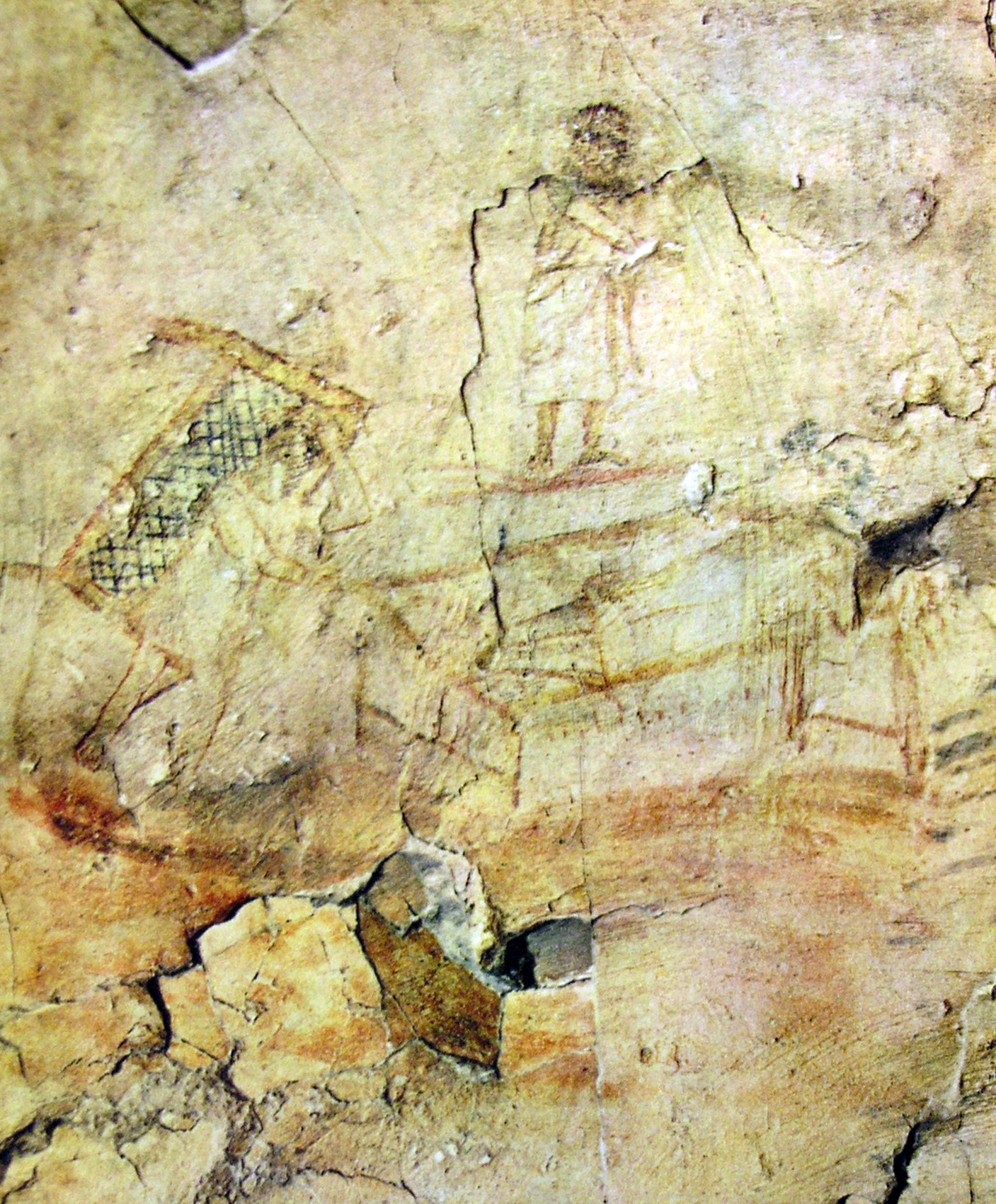
malowidło z baptysterium: Uzdrowienie paralityka
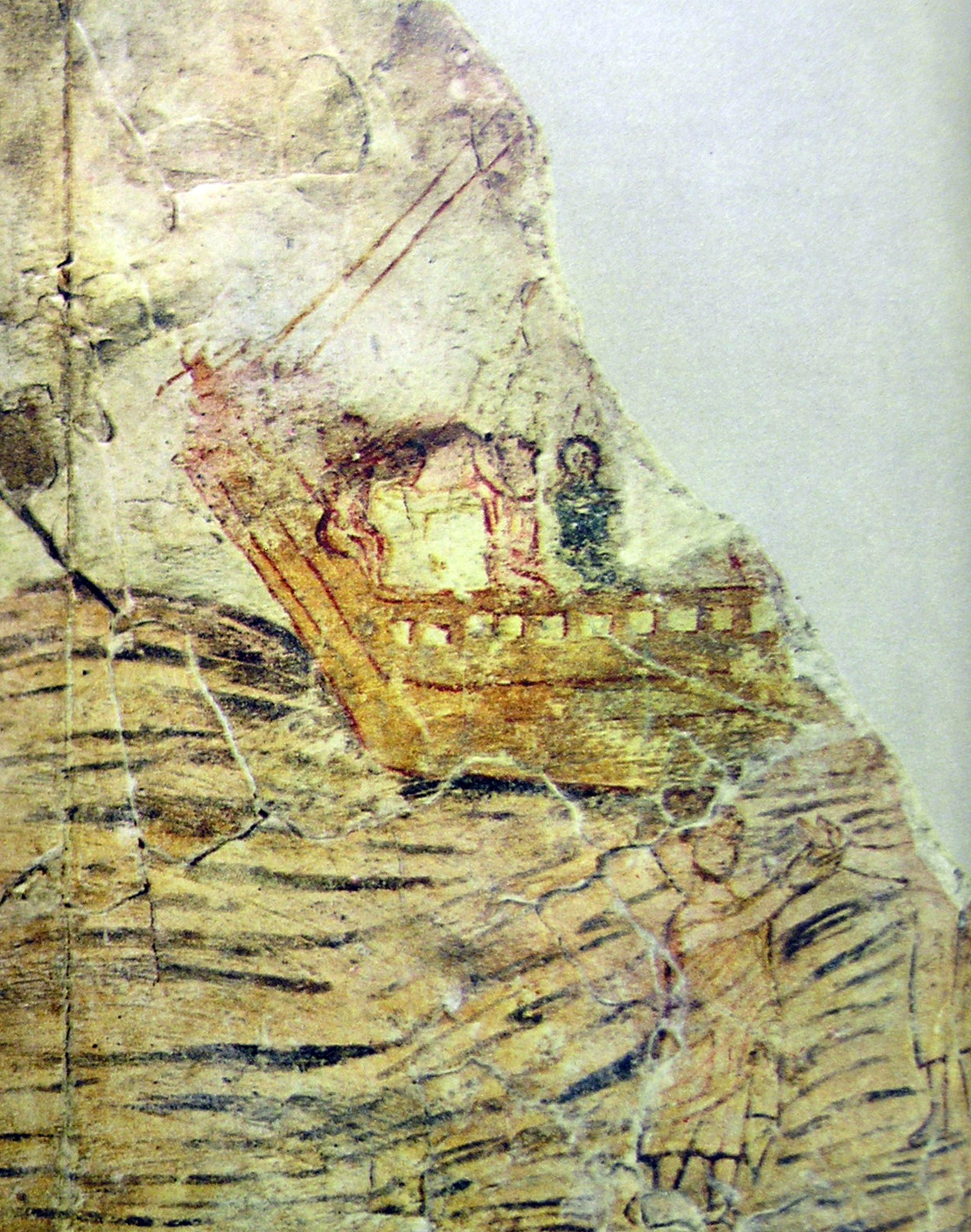
malowidło z baptysterium: Jezus kroczący po wodzie
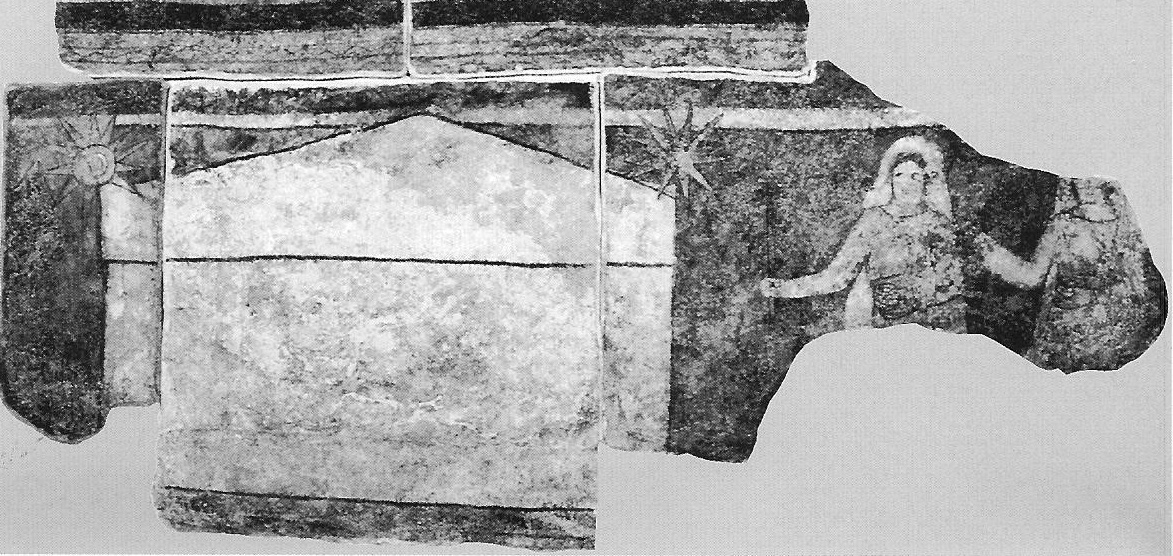
malowidło z baptysterium: kobieta przy grobie
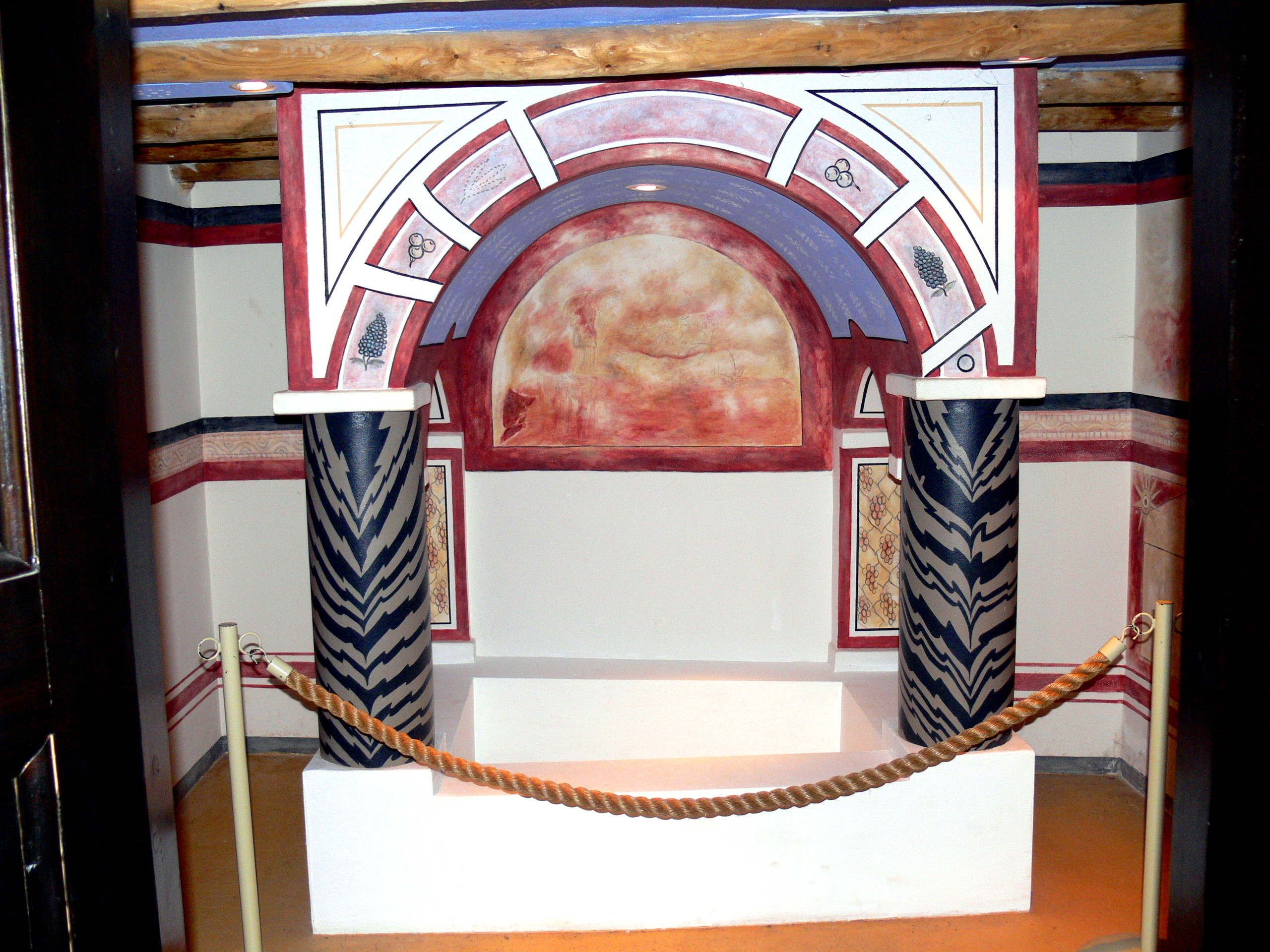
baptysterium w kształcie zbliżonym do grobowca arcosolium